# Apostilb (enota)
Apostilb (oznaka asb) je v CGS sistemu enot enota za merjenje svetlosti. Enota že od leta 1978 ni več v uporabi. 1 apostilb je enak 1/π.10-4 sb (stilb ali 1/π cd/m2).
Velja tudi, da je 3,14 asb enako 1 cd/m2 (kandela na kvadratni meter).